# Zapatoca
Zapatoca – miasto w Kolumbii, w departamencie Santander.